# 마이크로소프트 P-코드
P-Code는 마이크로소프트의 여러 상용 중간 언어들의 이름이다. 중간 언어들은 기계어를 대체하는 바이너리 형식을 제공했다. 여러 기간 동안 MS는 p-code가 packed code 또는 pseudo code에서 따온 말이라고 말해 왔다.
MS p-code는 마이크로소프트 비주얼 C++과 마이크로소프트 비주얼 베이직에서 사용되었다. 다른 p-code 구현처럼 MS p-code는 속도를 희생시키며 실행 파일을 더욱 작게 만들었다.